# Danau Tempe

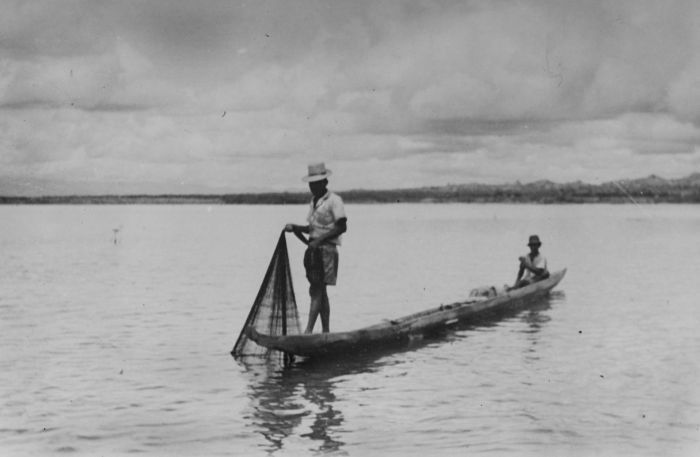
Fischer auf dem Danau Tempe (1948–1949)

Der Danau Tempe ist ein See im Regierungsbezirk (Kabupaten) Wajo in der Provinz Südsulawesi, Indonesien. Der See liegt ca. 7 km von der Stadt (Kota) Sengkang entfernt. Der See beherbergt seltene Süßwasserfischarten. Charakteristisch sind weiter die schwimmenden Häuser der Fischer auf dem See. Die Region um den See gilt als die Ursprungsregion der Bugis. 

## Fischer-Festival
Jedes Jahr am 23. August findet auf dem See ein Festival der Fischer (von der buginesischen Bevölkerung Maccera Tappareng genannt) statt. Das Ritual soll eine Reinigung des Sees bewirken. Dazu werden Rinder zerlegt. Außerdem werden Bootsrennen, Drachensteigen und regionale Miss- und Misterwahlen (Anak Dara und Kalollo) ausgetragen sowie traditionelle Musik und Tanzaufführungen von Transvestiten (Bissu) gezeigt. Die Teilnehmer tragen dabei die traditionelle buginesische Bekleidung, das Baju Bodo.